# Бугаев, Семён Васильевич
Семён Васильевич Бугаев (15 апреля 1914 — 23 мая 1984) — командир расчёта станкового пулемёта 3-й пулемётной роты 439-го стрелкового орденов Суворова и Богдана Хмельницкого полка (52-я стрелковая Шумлинско-Венская дважды Краснознамённая ордена Суворова дивизия, 46-я армия, 2-й Украинский фронт), сержант, участник Великой Отечественной войны, кавалер ордена Славы трёх степеней.

## Биография
Родился 15 апреля 1914 года в селе Большая Джалга ныне Ипатовского района Ставропольского края в семье крестьянина. Русский. Окончил 2 класса сельской школы. В 1934 году переехал на постоянное проживание в совхоз № 1 Пролетарского района Ростовской области, работал трактористом.
С 1936 по 1937 год проходил действительную срочную службу в Красной Армии. Вновь призван 12 сентября 1943 года Мелитопольским РВК Сталинской области. В действующей армии Великой Отечественной войны с сентября 1943 года. Боевой путь начал стрелком в 398-м стрелковом полку 118-й стрелковой дивизии.
В боях за Советскую Украину трижды ранен. 17 октября 1943 года, действуя в составе 398-го стрелкового полка 118-й стрелковой дивизии под Мелитополем ранен в область лба и левого плеча. 19 декабря 1943 года,  действуя в составе 398-го стрелкового полка 118-й стрелковой дивизии на реке Днепр у села Б. Рагачин получил сквозное пулевое ранение левой голени. 15 апреля 1944 года в бою под селом Цебриково Одесской области легко ранен - касательное пулевое ранение мягких тканей левой стопы.
Приказом подполковника Метлова командира 439-го стрелкового полка 52-й стрелковой дивизии 3 Украинского фронта за №: 8/н от 7 августа 1944 года Бугаев награждён медалью «За отвагу».
28 октября 1944 года командир расчёта станкового пулемета 439-го стрелкового полка 52-й стрелковой дивизии (57-я армия, 3-й Украинский фронт) ефрейтор Бугаев С. В. с расчетом, участвуя в отражении вражеской контратак на правом берегу реки Западная Морава, а также в бою за населённый пункт Врба (Моравской бановины), пулемётным огнем подавил 2 огневые точки противника, истребил 15 гитлеровцев.
Приказом командира 52-й стрелковой дивизии генерал-майора Миляева Л. М. 12 ноября 1944 года ефрейтор Бугаев Семён Васильевич награждён орденом Славы 3-й степени.
Особо отличился в ходе Будапештской операции. В представлении к ордену Красной Звезды отмечено 

При прорыве обороны противника под городом Илок (Сербия) пулемётчик 3-й пулемётной роты 439-го стрелкового полка 52-й стрелковой дивизии умело сопровождал огнём нашу пехоту. Когда врывом снаряда был разбит пулемёт вместе с расчётом, он вынес тело пулемёта и продолжал бой огнём из винтовки. На боевом счёту Бугаева около 60 гитлеровцев, 16 из которых он уничтожил под городом Илок.— 
.
Приказом № 100/н от 13 декабря 1944 года командир 52-й стрелковой дивизии от имени Президиума Верховного Совета Союза Советских Социалистических Республик наградил Бугаева орденом Красной Звезды.
3 января 1945 года наводчик станкового пулемёта С. В. Бугаев при отражении вражеской контратаки танков с десантом автоматчиков юго-западнее населённого пункта Пуставам (Будапештской области Венгрия) лично из пулемёта истребил около 20 солдат противника и подавил огневую точку. 
Приказом по войскам 4-й гвардейской армии от 7 февраля 1945 года ефрейтор Бугаев Семён Васильеви награждён орденом Славы 2-й степени.
16 марта 1945 года пулемётный расчёт под командованием сержанта С. В. Бугаева, прикрывая наступление стрелковых подразделений в районе населённого пункта Кёханьяш (13 км южнее города Татабанья, Венгрия), огнём из пулемёта отрезал путь к отступлению вражеской пехоте, при этом уничтожил 4 огневых точки и большое количество солдат и офицеров противника, 6-х пленил.
Указом Президиума Верховного Совета СССР от 15 мая 1946 года за образцовое выполнение боевых заданий командования на фронте борьбы с немецкими захватчиками и проявленные при этом доблесть и мужество Бугаев Семён Васильевич награждён орденом Славы 1-й степени.
Демобилизовался в декабре 1945 года. Вернулся в Ростовскую область жил в посёлке Племзавод Пролетарского района и продолжил работать трактористом и ремонтником на племзаводе «Пролетарский».
В 1956 году, когда по призыву партии уехал осваивать целинные земли. Семён Васильевич предложил распахать нетронутый участок залежи на территории родного хозяйства и сам проложил первую борозду.
За трудовые успехи награждён медалями «За освоение целинных и залежных земель» (1956) и участника ВДНХ (1957).
Скончался 23 мая 1984 года. Похоронен в поселке Опёнки Пролетарский район  Ростовской области.

## Награды
- Орден Красной Звезды (13.12.1944)[9];
- Полный кавалер ордена Славы:
  - орден Славы I степени(15.05.1946)[10];
  - орден Славы II степени (09.03.1945)[11];
  - орден Славы III степени (14.11.1944)[12];
- медали, в том числе:
  - Медаль «За отвагу» (СССР) (07.8.1944)[13];
  - «В ознаменование 100-летия со дня рождения Владимира Ильича Ленина» (6 апреля 1970)
  - «За победу над Германией в Великой Отечественной войне 1941—1945 гг.» (9 мая 1945[14])[15]
  - «За За взятие Вены» (9.6.1945)
  - «20 лет Победы в Великой Отечественной войне 1941—1945 гг.» (7 мая 1965[16])
  - «30 лет Победы в Великой Отечественной войне 1941—1945 гг.»[17]
  - «30 лет Советской Армии и Флота»[18]
  - «40 лет Вооружённых Сил СССР»[19]
  - «50 лет Вооружённых Сил СССР» (26 декабря 1967[20])
  - Медаль «За освоение целинных земель» (1956)
  - Медаль участника ВДНХ (1957).
- Знак «25 лет победы в Великой Отечественной войне» (1970)

## Память
- На могиле установлен надгробный памятник.
- Его имя увековечено в Главном Храме Вооружённых сил России, и навсегда запечатлено на мемориале «Дорога памяти» [21].
- На доме, где проживал кавалер, установлена мемориальная доска.